# Barbro Forslund
Barbro Viktoria Forslund Stevens, född 8 oktober 1929 i Sankt Görans församling i Stockholm, död 16 juni 2015, var en svensk konstnär. 
Hon var dotter till Helge Forsslund och Anita Carlsson. Forslund studerade vid Högre konstindustriella skolan i Stockholm och under studieresor till Frankrike. Hon medverkade i utställningarna De sex unga på Galerie Æsthetica, Unga tecknare på Nationalmuseum, Liljevalchs vårsalong och Kullakonst i Höganäs. Tillsammans med Johan Wipp gav hon ut en träsnittsportfölj. Hennes konst består av stilleben, porträtt och landskapsmålningar. Forslund är representerad vid Gustav VI Adolfs samling, Malmö museum och i New York.